# Yasmine Galenorn
Œuvres principales
- Série Les Sœurs de la lune

Yasmine Galenorn, née le 16 janvier 1961 aux États-Unis, est une auteure américaine de fantasy urbaine et de fiction paranormale. 

## Biographie
Yasmine Galenorn est surtout connue pour sa série Sœurs de la Lune mettant en scène les sœurs d'Artigo. Elle a également écrit deux séries, l'une, Chintz'n China Mystery et l'autre sur le paganisme moderne, son livre le plus populaire est Embracing the Moon. Elle travaille également sur une nouvelle série Indigo Court, le premier tome est paru en 2010. Cette série ne se déroule pas dans un autre monde, comme les Sœurs de la Lune. Elle continue d'écrire cette série, en plus d'Indigo Court. Les deux séries Mystère sont complètes et aucun tome supplémentaire n'est prévu pour le moment. Yasmine Galenorn a utilisé le nom de plume India Ink pour écrire sa série Bath and Body.

## Œuvres

### SérieChintz'n China
1. (en) Ghost of A Chance, 2003
2. (en) Legend of the Jade Dragon, 2004
3. (en) Murder Under A Mystic Moon, 2004
4. (en) A Harvest of Bones, 2005
5. (en) One Hex of a Wedding, 2006

### UniversLes Sœurs de la Lune

#### SérieLes Sœurs de la Lune
1. Witchling, Milady, 2009 ((en) Withchling, 2006)
2. Changeling, Milady, 2009 ((en) Changeling, 2007)
3. Darkling, Milady, 2009 ((en) Darkling, 2007)
4. Dragon Wytch, Milady, 2010 ((en) Dragon Wytch, 2008)
5. Night Huntress, Milady, 2010 ((en) Night Huntress, 2009)
6. Demon Mistress, Milady, 2010 ((en) Demon Mistress, 2009)
7. Bone Magic, Milady, 2011 ((en) Bone Magic, 2010)
8. Harvest Hunting, Milady, 2012 ((en) Harvest Hunting, 2010)
9. Blood Wyne, Milady, 2013 ((en) Blood Wyne, 2011)
10. Courting Darkness, Milady, 2013 ((en) Courting Darkness, 2011)
11. Shaded Vision, Milady, 2019 ((en) Shaded Vision, 2012)
12. Shadow Rising, Milady, 2019 ((en) Shadow Rising, 2012)
13. Haunted Moon, Milady, 2019 ((en) Haunted Moon, 2013)
14. Autumn Whispers, Milady, 2020 ((en) Autumn Whispers, 2013)
15. (en) Crimson Veil, 2014
16. (en) Priestess Dreaming, 2014
17. (en) Panther Prowling, 2015
18. (en) Darkness Raging, 2016
19. (en) Moon Shimmers, 2017
20. (en) Harvest Song, 2018

Nouvelles
- Tome 0,5   Gravure d'argent[1], Milady, 2011 ((en) Etched in Silver, 2010)L'histoire se déroule à Y'Elestrial dans l'Outremonde, avant l'arrivée des sœurs d'Artigo sur Terre.
- Tome 6,5  (en) The Shadow of Mist, 2009Nouvelle parue dans l'anthologie Never After
- Tome 9,5  (en) Ice Shards, 2011

#### SérieFly by Night
1. (en) Flight from Death, 2015
2. (en) Flight from Mayhem, 2016

Nouvelles
- Tome 0,5   (en) Flight from Hell, 2014

### SérieIndigo Court
1. (en) Night Myst, 2010
2. (en) Night Veil, 2011
3. (en) Night Seeker, 2012
4. (en) Night Vision, 2013
5. (en) Night's End, 2014

### SérieBewitching Bedlam
1. (en) Bewitching Bedlam, 2017
2. (en) Maudlin's Mayhem, 2017
3. (en) Siren's Song, 2017
4. (en) Witches Wild, 2017
5. (en) Casting Curses, 2018

### Recueils de nouvelles
- (en) Mist and Shadows: Short Tales From Dark Haunts, 2014

### Livres sur le paganisme (non fiction)
- (en) Trancing the Witch's Wheel : Guide to Magickal Meditation, 1997
- (en) Embracing the Moon : Witch's Guide to Rituals, Spellwork and Shadow Work, 1998
- (en) Dancing with the Sun, 1999
- (en) Crafting the Body Divine, 2001
- (en) Sexual Ecstasy and the Divine, 2003
- (en) Magical Meditations : Guided Imagery for the Pagan Path, 2003
- (en) Totem Magic : Dance of the Shapeshifter, 2004